# 近藤聡
近藤 聡 （こんどう あきら、1963年 - ）は、EY ストラテジー・アンド・コンサルティング株式会社 代表取締役社長。
前職ではデロイトトーマツコンサルティング株式会社 代表取締役社長、デロイトコンサルティングアジアパシフィック地域代表、デロイトトーマツコンサルティング合同会社 代表執行役社長、デロイトトーマツ合同会社Deputy CEOなどを歴任。

## 人物
早稲田大学商学部卒。EY ストラテジー・アンド・コンサルティング株式会社 代表取締役社長。前職は、デロイトコンサルティング アジア・パシフィック地域代表でもあり、自動車、テレコミュニケーション・メディア業界を中心に、 企業戦略、オペレーション改革、海外展開戦略の策定・実行支援など、クロスボーダーを含むプロジェクトを数多く手掛けていた。

## 著書
- 『As One　目標に向かって1つになる』共著、プレジデント社 (2011/10/13)(ISBN4833419815)
- 『グローバル経営戦略2013 Think! 別冊No.5』共著、東洋経済新報社 (2012/12/14) (ISBN4492961046)